# Iglesia de San Sebastián (Aldeavieja)
La iglesia parroquial de San Sebastián es un edificio cristiano situado en la localidad de Aldeavieja, municipio de Santa María del Cubillo, ubicado en la provincia de Ávila. En esta parroquia se venera a San Sebastián, patrono del pueblo reconocido como mártir por su lucha a favor de la fe cristiana y al que se le vincula, desde la Edad Media, como protector contra la peste y patrón de trabajos relacionados con el hierro y las flechas.

## Historia
La iglesia de San Sebastián se encuentra situada en la zona sur de la plaza de Aldeavieja. No se sabe con exactitud la fecha de creación de esta iglesia, pero en 1543 ya funcionaba como tal puesto que en esa fecha ya se registra el primer libro de bautismos. Su edificación se debe al aumento que tuvo la población de este pueblo y el problema que suponía a las personas ancianas y enfermas trasladarse hasta la iglesia de San Cristóbal.
Las primeras descripciones de la iglesia pertenecen al Licenciado Francisco García, racionero en la iglesia de Segovia y Capellán del Rey, quien llevó a cabo el primer libro sobre la historia de Aldeavieja. Siguiendo esta descripción sabemos que en el momento de construcción la iglesia era de piedra cárdena con tres naves, una torre en cuya parte superior se encontraban las campanas, un reloj, paredes de mampostería y tres altares con sus respectivos retablos y órganos. Además, disponía de tres puertas colocadas en el muro Sur, Oeste y Norte. En 1550 se incluyó una capilla y la sacristía.
En el año 1600 los vecinos del pueblo de Aldeavieja reclaman al Monasterio de San Lorenzo del Escorial parte de sus diezmos para subsanar gastos relacionados con la iglesia, al igual que recibían el resto de las parroquias de Ávila y Segovia. Dicha reclamación fue aprobada el cinco de enero de 1604 por el Sr. Fray Juan de Olmedo en el Monasterio de Párraces. Por lo tanto, la Iglesia de San Sebastián ha estado vinculada económicamente al Monasterio de San Lorenzo del Escorial hasta el siglo XIX y, posteriormente, dependió del Obispado de Segovia hasta 1955, año en el que finalmente fue vinculada a la diócesis de Ávila.
En 1653 Luis García Cerecedo comienza diversas gestiones para construir en el templo una capilla para su entierro y el de sus familiares. Esta capilla se conoce con el nombre de San José. Se han llevado a cabo diversas reformas, pero sin alterar la figura de la iglesia.

## Descripción
La Iglesia presenta una planta de cruz latina y está compuesta por tres naves separadas entre sí por arcos de medio punto, una cabecera poligonal y una torre a los pies cuyo perímetro se encuentra decorado con bolas. Esta torre es de planta cuadrangular y sobre ella se sitúan las campanas de la parroquia. Por otro lado, la cubierta de la iglesia es de madera y carece de fachadas.
El acceso a la iglesia se hace por la puerta Norte, ya que las puertas del Sur y Oeste fueron tapiadas. La iluminación de la iglesia proviene de dos ventanas que se disponen en el muro Sur, donde a su vez se encuentra la sacristía, y otra ventana en el muro Oeste. Tanto el cuerpo de la iglesia como la capilla de arte gótico está hecha de piedra granítica dispuesta en sillares, sin embargo, en la capilla este material se distribuye en sillares irregulares.
El interior de la iglesia se encuentra decorado por cinco retablos. El retablo mayor es de estilo clasicista y fue llevado a cabo en el año 1601. Otros dos se encuentran en los lados colaterales de la iglesia, uno de ellos donado por Luis García Cerecedo y de estilo barroco, el otro pertenece al siglo XVI. Los dos últimos retablos se encuentran enfrentados, cada uno en un lateral, y también son de distintos periodos. El que se encuentra en el lado del Evangelio se considera de estilo rococó, mientras que el que está ubicado en lado de la Epístola es de estilo clásico. A los pies de la iglesia está la tribuna de madera donde hay una puerta que conduce a la torre del campanario por una escalera de caracol.

### Capilla de San José
El fundador de la capilla de San José es Luis García Cerecedo nacido en Aldeavieja el 15 de marzo de 1617. Comenzó los trámites para la construcción de esta capilla en 1653. Llevó a cabo una solicitud al Abad de Párraces exponiendo que con dicha capilla se ampliaría el espacio de la iglesia y que su construcción ayudaría a paralizar la ruina de la parroquia. También alegó todas las donaciones que había llevado a cabo para dicho edificio religioso. Finalmente, Luis García Cerecedo obtiene la licencia y el 26 de abril de 1654 se firma el contrato de edificación.
Esta capilla es de planta cuadrada, cubierta por un chapitel de pizarra con pirámide y bola y con características propias del estilo Barroco. Del mismo modo, presenta una intensa ornamentación. Sebastián Benavente, arquitecto del siglo XVII, fue quien llevó a cabo el retablo. Debido a la relación que establece Benavente entre pintura y escultura, así como la colocación de los elementos, este retablo muestra relación con otros como la capilla de la Sagrada Familia de la Catedral de San Isidro. A este autor se le reconoce una simplicidad tendiendo a la planitud de las figuras junto con una gran ornamentación En cuanto a las pinturas, Luis García Cerecedo recurrió también a pintores destacados de la época como Francisco de Herrera, el Mozo y a Francisco Camilo, este último realiza la mayor parte de los lienzos.

## Cofradía
La Iglesia de San Sebastián pertenece a la diócesis de Ávila, concretamente a las parroquias situadas en las inmediaciones de Ávila y regidas por el arcipreste don Santiago Enrique González. El administrador parroquial de dicha iglesia es Antonino Alonso García. Así mismo, la parroquia pertenece a la cofradía de Nuestra Señora del Cubillo.